# 바인 꾸온
바인 꾸온(베트남어: bánh cuốn)은 베트남의 음식이다. 얇은 쌀가루 반죽물에 다진 돼지고기나 목이버섯 등 여러 가지 재료를 넣고 말아서 말아서 찐 음식으로, 짜 루어 등을 곁들여 아침에 먹는다.

## 이름
베트남어 "바인 꾸온(bánh cuốn)"은 "쌀 반죽 말이"라는 뜻이다. "바인(bánh)"은 한자 "餠(한국 한자음: 병)"에서 나온 말로, 쌀가루나 밀가루 등 곡분이나 찧은 밥 등으로 만든 음식을 두루 일컫는다. "꾸온(cuốn)" 또한 한자 "卷(한국 한자음: 권)"에서 나온 말로, "말이"라는 뜻이다.
바인 므엇(베트남어: bánh mướt)이나 바인 으엇(베트남어: bánh ướt)으로도 부른다. "므엇(mướt)"과 "으엇(ướt)"은 각각 한자 "沫(한국 한자음: 말)"과 한자 "㲸(한국 한자음: 습)"에서 나온 말로, "촉촉하다"라는 뜻이다.

## 종류
- 바인 으엇 팃 느엉

## 사진 갤러리

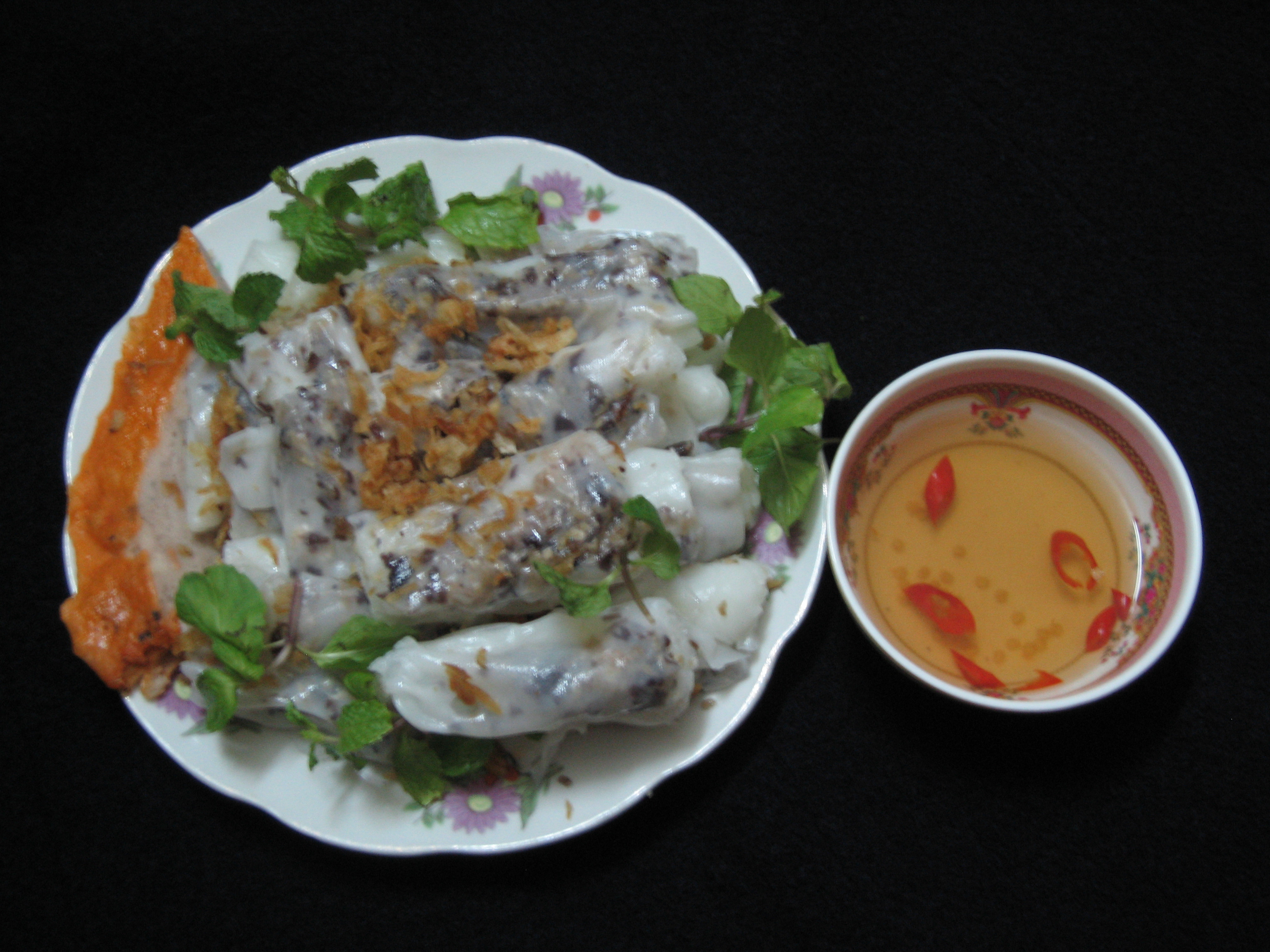
느억 쩜을 곁들인 바인 꾸온 하노이
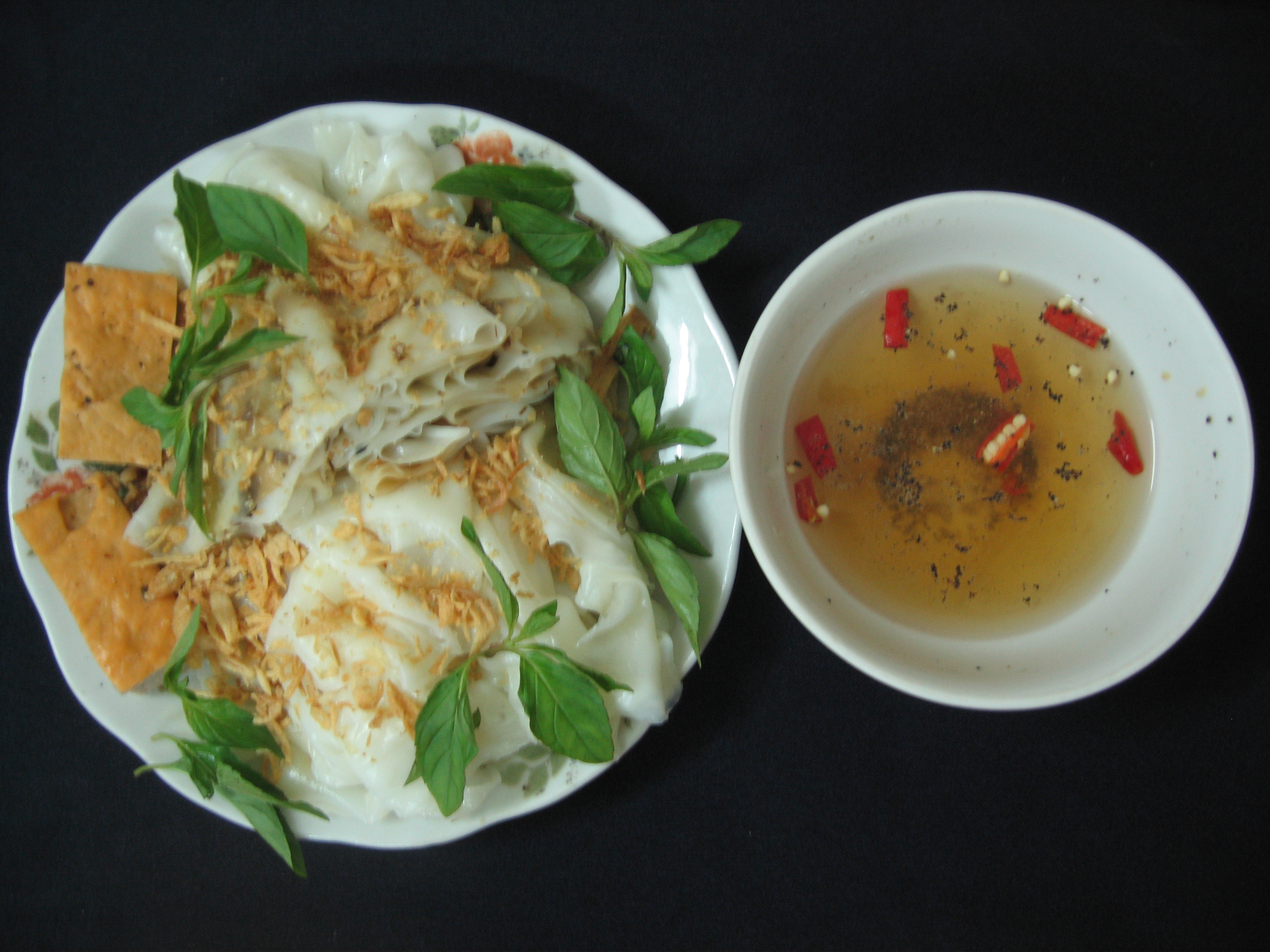
느억 쩜을 곁들인 바인 꾸온 타인찌
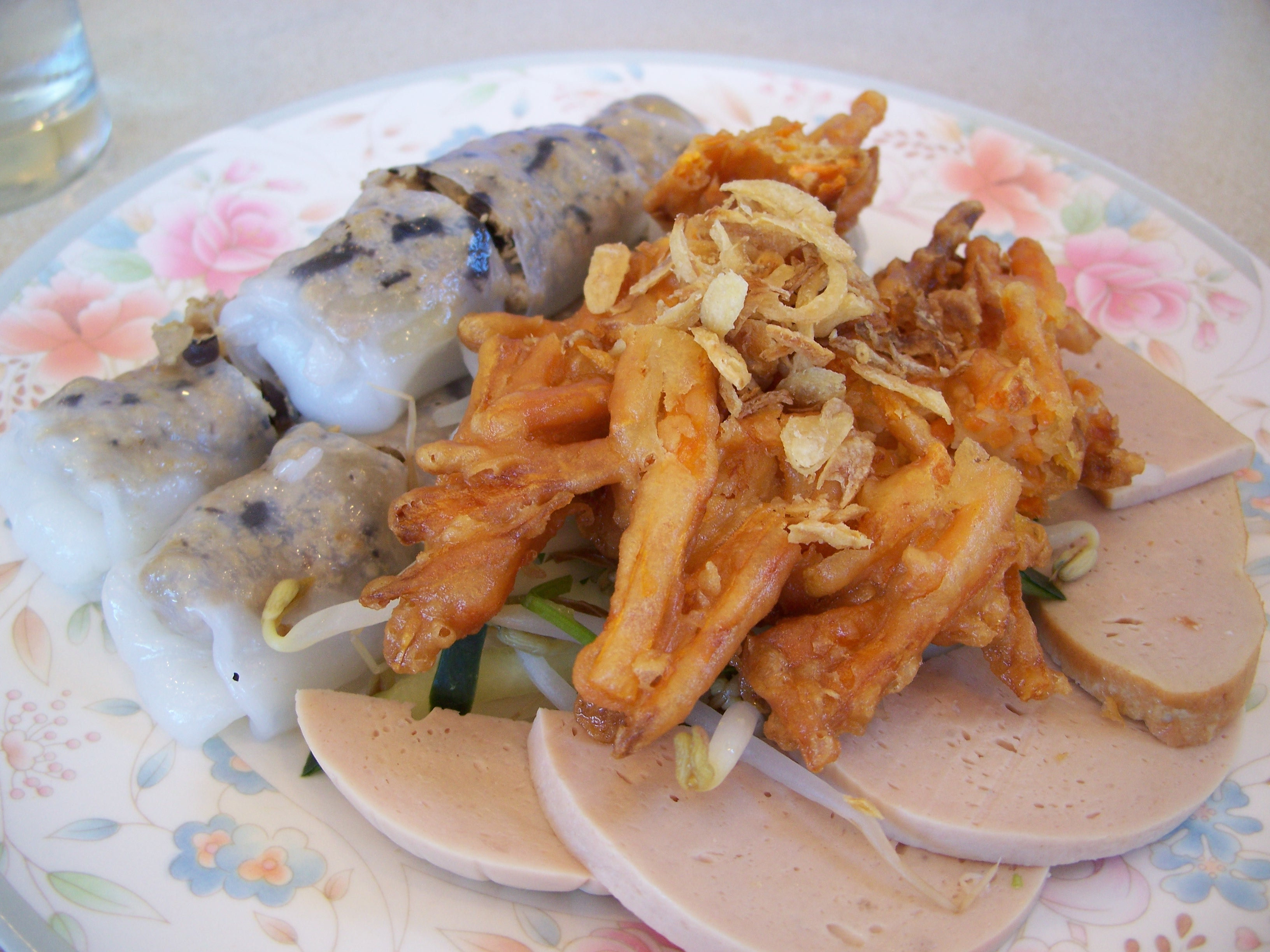
새우튀김과 조 루어를 곁들인 바인 꾸온 떠이호

## 같이 보기
- 청판
- 카오 판